# Euglenophyta
Euglénophytes, Euglénoïdes
Classe
Taxons de rang inférieur
- Diplonemata
  - Diplonemea
    - Diplonemida
- Euglenophytina
  - Petalomonadophyceae
    - Petalomonadales

  - Rhabdomonadophyceae
    - Rhabdomonadales

  - Euglenophyceae
    - Heteronematales
    - Eutreptiales
    - Euglenamorphales
    - Ploeotiales
    - Euglenales

Les Euglenophyta ou Euglénophytes, ou encore Euglénoïdes constituent une classe de l’embranchement des Euglenozoa des Euglenobionta, composée principalement d’algues aquatiques unicellulaires.
Les flagellés de ce groupe, qui comprend environ mille espèces, se trouvent couramment dans les eaux douces chargées de matières organiques ; il existe également quelques espèces marines et endosymbiotiques.
La reproduction se fait par division cellulaire longitudinale.
Le genre le plus typique est Euglena, courant dans les étangs et les piscines, spécialement lorsque leurs eaux sont polluées par des engrais provenant de leur environnement.

## Structure
Certains Euglénophytes contiennent des chloroplastes avec des pigments photosynthétiques, alors que d’autres sont hétérotrophes et peuvent ingérer ou absorber leur nourriture (par phagocytose ou osmose).
La structure de leur cellule est typique de l’embranchement des Euglenozoa auquel elles appartiennent.
Les Euglénophytes se différencient principalement par la présence de bandes de protéines sous la membrane cellulaire, plus ou moins flexibles, et constituant un cytosquelette, avec des motifs caractéristiques.
Pour de nombreux Euglénophytes, les bandes peuvent glisser les unes par-dessus les autres, induisant un léger déplacement. Elles peuvent également se déplacer à l’aide de leur flagelle.
La phagocytose est leur mode de nutrition primitif. Les bactéries et flagellés de petite taille sont ingérés à travers un cytostome, supporté par des microtubules. Ceux-ci sont souvent regroupés pour constituer deux baguettes ou davantage, qui ont une fonction dans l'ingestion, et dans l'Entosiphon permettant au siphon de s'étirer.
Les euglènes possèdent une vacuole contractile, cavité de l'euglène capable de se contracter afin d'évacuer l'eau qui y entre en permanence.
La plupart des Euglénophytes phagotrophes possèdent deux flagelles, l’un devant et l’autre derrière. Ce dernier est employé pour glisser à travers le substrat. Pour certains, comme Peranema, le flagelle de tête est rigide et n’oscille qu’à son extrémité.
La présence de chloroplastes s'explique probablement par l’ingestion d’algues vertes. Elles sont pigmentées par les chlorophylles a et b et des caroténoïdes, ce qui leur donne une brillante couleur verte, et sont attachées par trois membranes.
Elles sont fréquemment associées à des granules de paramylon, un  hydrate de carbone spécifique à ce groupe. La plupart des Euglénophytes colorés possèdent également un « œil primitif », ou stigma, formant une petite tache de pigment rouge sur un côté de la poche du flagelle. Celui-ci abrite, près de la base du flagelle de tête, un ensemble de cristallins sensibles à la lumière, de sorte que l’ensemble se comporte comme une espèce d’œil directionnel.
Le cytostome est un vestige, bien que la nourriture puisse être toujours obtenue par absorption.
Quelques Euglénophytes colorées, comme Eutreptia, possèdent deux flagelles presque identiques, et d’autres en possèdent quatre.
Chez la plupart, le flagelle de queue est raccourci, ne dépassant pas de la poche qui l'abrite. Le flagelle émergent accomplit un mouvement répétitif complexe et caractéristique qui entraîne l’Euglénophyte dans un parcours légèrement hélicoïdal. Ceci concerne les genres communs Euglena, Phacus, et Trachelomonas, qui produisent un blindage organique qui protège la cellule.
Il existe également un genre, Colacium, pour lequel les cellules matures ne sont pas mobiles et forment des colonies ramifiées cimentées par des pédicules de mucus.
Souvent, l’exposition à certains produits chimiques ou l’absence durable de lumière peut détruire les chloroplastes sans que cela n’affecte l’organisme. De nombreuses espèces ayant perdu leurs chloroplastes ont été classées dans un genre spécifique tel que Astasia (Euglena incolore) et Hyalophacus (Phacus incolore). En l’absence de cytostome développé, ces formes se nourrissent exclusivement par absorption. Quelques Euglénophytes, initialement incolores, comme Rhabdomonas et Distigma, se nourrissent également uniquement par absorption. Elles forment un groupe monophylétique, tout comme les Euglénophytes photosynthétiques et leurs dérivés incolores.

## Écologie
Les Euglénophytes vivent surtout dans les eaux douces et sont fréquentes dans les eaux riches en matières organiques. Certaines espèces se rencontrent également dans les eaux saumâtres et marines. Les espèces chlorophylliennes comme Euglena pratiquent la photosynthèse mais peuvent parfois vivre en hétérotrophe. Les espèces non chlorophylliennes se nourrissent de substances dissoutes. D'autres espèces peuvent être des saprophytes ou être capables de phagocytose.
Les ordres d'Euglénophytes par mode de nutrition :
- Phototrophes
  - Euglenales
  - Euglénamorphales
  - Eutréptiales
- Osmotrophe
  - Rhabdomonadales
- Phagotrophes
  - Hétéronématales
  - Sphénomonadales

## Classification
Diplonemata
- Diplonemidea

Euglenophytina
- Petalomonadophyceae
  - Petalomonadales
- Rhabdomonadophyceae
  - Rhabdomonadales
- Euglenophyceae
  - Heteronematales
  - Eutreptiales
  - Euglenamorphales
  - Ploeotiales
  - Euglenales

Les Euglénophytes furent initialement définies par Otto Bütschli en 1884 comme appartenant à l’ordre Euglenida des flagellés. Les botanistes les classèrent parmi les Euglenophyta, une subdivision des Algues, et ce double classement fut conservé jusqu’à l’éclatement du groupe des flagellés.
Les deux noms continuent à être employés pour se référer à ce groupe, bien que le taxon Euglenida devrait normalement être limité aux genres proches d’Euglena.
Les euglènes ont longtemps été un casse-tête pour les taxonomistes : tantôt autotrophes, tantôt hétérotrophes, elles ont souvent été intégrées aux algues unicellulaires.
Ce sont des caractéristiques permettant de classer les euglènes dans le monde des protozoaires:
- elles ont des mitochondries dont les crêtes sont en forme de raquette de ping-pong ;
- leur flagelle principal est constitué d'une tige para-axiale spécifique ;
- la membrane plasmique est soutenue par un ensemble de microtubules particulier.

Ces caractères rapprochent ce groupe des Kinétoplastidés. Enfin, l’étude des séquences génétiques du cytochrome c, entre autres, permet clairement d’éloigner ce groupe des végétaux. Elles sont désormais classées dans le groupe des Euglénobiontes dans le règne Excavobionta.